# Svedticka
Svedticka (Bjerkandera adusta) är en svampart som först beskrevs av Carl Ludwig von Willdenow, och fick sitt nu gällande namn av Petter Adolf Karsten 1879. Enligt Catalogue of Life ingår Svedticka i släktet Bjerkandera,  och familjen Meruliaceae, men enligt Dyntaxa är tillhörigheten istället släktet Bjerkandera,  och familjen Hapalopilaceae. Arten är reproducerande i Sverige. Inga underarter finns listade i Catalogue of Life.

## Källor

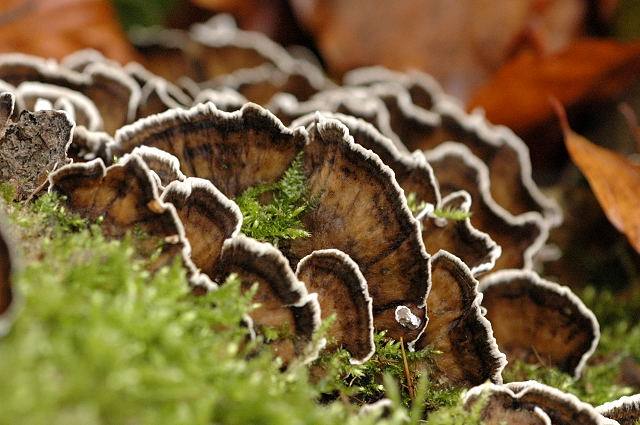
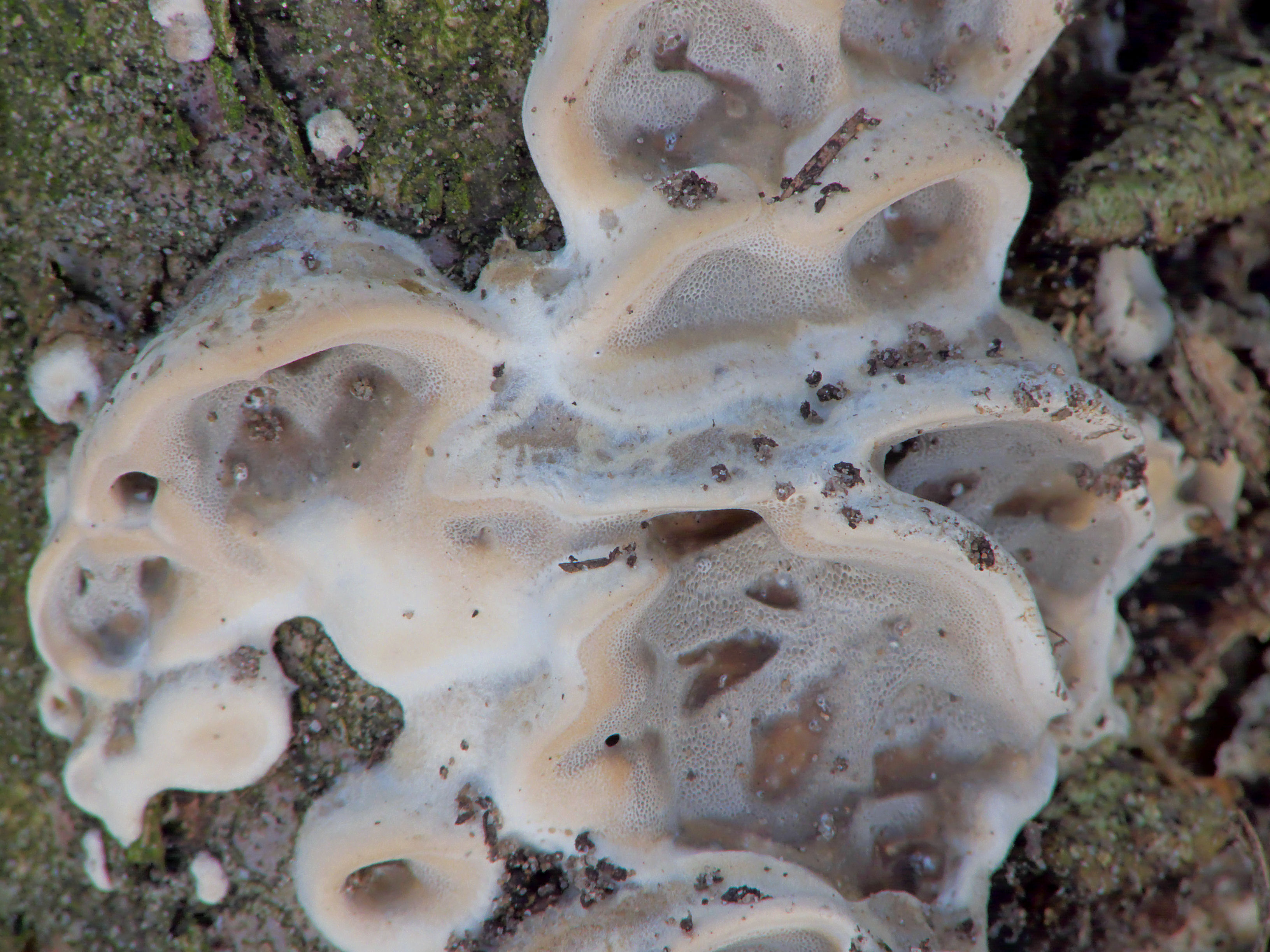
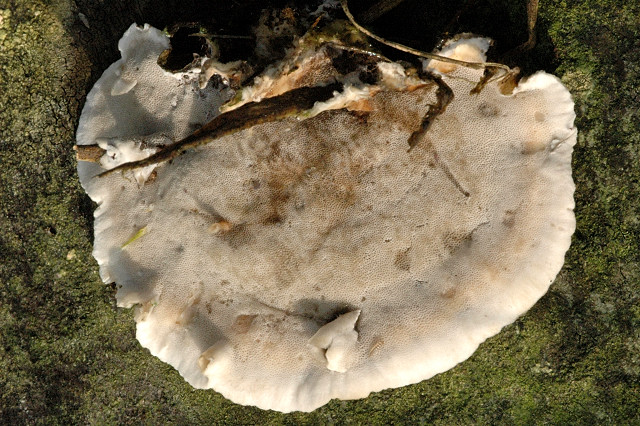
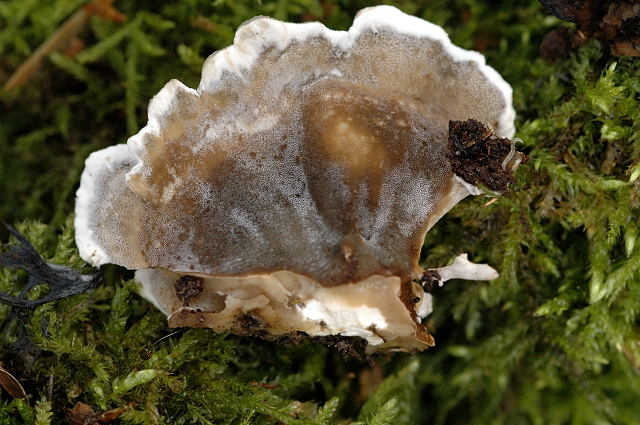
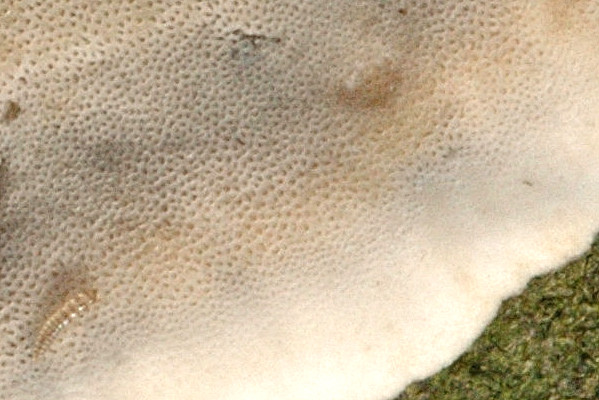